# Estação María Auxiliadora
A Estação María Auxiliadora é uma das estações do Metrô de Lima, situada em Lima, entre a Estação Villa María e a Estação San Juan. Administrada pela GyM y Ferrovías S.A., faz parte da Linha 1.
Foi inaugurada em 11 de julho de 2011. Localiza-se no cruzamento da Avenida Pachacútec com a Avenida Manco Cápac. Atende o distrito de San Juan de Miraflores.